# Sarah Zerbes
Sarah Livia Zerbes (2 de agosto de 1978) é uma matemática alemã, especialista em teoria algébrica dos números, professora da University College London.

## Educação e carreira
Zerbes lecionou matemática na Universidade de Cambridge. Obteve um Ph.D. em Cambridge em 2005, com a tese Selmer groups over non-commutative p-adic Lie extensions, orientada por John Coates.
Zerbes recebeu o Prêmio Philip Leverhulme de 2014. Recebeu o Prêmio Whitehead de 2015.